# Diego Javier Muñoz
Diego Javier Muñoz (nascido em 5 de abril de 1974) é um ciclista espanhol que atua como guia do atleta paralímpico Miguel Ángel Clemente Solano, com quem conquistou a medalha de prata no Campeonato Mundial de 2011 e a de bronze nos Jogos Paralímpicos de Londres 2012.

## Reconhecimentos
Em 2013, Diego foi agraciado com a medalha de bronze da Real Ordem ao Mérito Esportivo.